# Barát Tamás
Barát Tamás György (Budapest, 1947. március 1. – ) kommunikációs szakember, újságíró, tanár. 1965 óta dolgozik az alkalmazott kommunikáció különböző területein. Munkássága ismert a szervezeti kommunikáció, a public relations, valamint a nyomtatott és az elektronikus sajtó, illetve mindezek oktatása területén, 17 szakmai könyv, tankönyv, valamint közel 200 publikáció szerzője.

## Életpályája
Kezdetben fotóriporterként, a nyomtatott sajtóban, majd 1995 óta televíziós, később online újságíróként, szerkesztőként tevékenykedik. 1967-től a vállalati szférában, többnyire külkereskedelmi vállalatoknál (Chemolimpex, Budavox, Mineralimpex), illetve a gyógyszeriparban (Chinoin Rt) tevékenykedett. Ezen a területen elsősorban menedzsmenti-, kommunikációs-, public relations tanácsadóként dolgozott, illetve főiskolai tanárként tanít kommunikációs-, public relations és sajtóismereteket.
Főszerkesztője a CCO Magazinnak, a Kommunikációs Szakemberek portáljának. A CEO Magazin szakértője, a szerkesztőbizottság tagja.
2003 óta az Általános Vállalkozási Főiskola tanára, 2006-ban felkérték a Touro College (New York) program-menedzserének. Újságíróként, a WBPI tudósítójaként, US Department of State – Foreign Press Center akkreditációval rendelkezik.
A Magyar Public Relations Szövetség alapító főtitkára, többször újraválasztott ügyvezető alelnöke, örökös tagja. A Public Relations Fejlesztéséért Alapítvány kuratóriumának, annak alapítása (1995) óta tagja.
Korábban háromszor választották meg a Nemzetközi Public Relations Szövetség (IPRA) Magyar Tagozata elnökének és az IPRA világtanácsa tagjának, hat évig képviselte a Kelet-Európai- és Közép-Európai államokat az IPRA GWA Bizottságában és világzsűrijében, valamint tagja volt az IPRA szakmafejlesztési bizottságának.
1998–2006 között a CERP, az Európai Public Relations Konföderáció Európa tanácsa, 2000-2006 között a CERP Igazgató Tanács tagja volt, két évig betöltötte a CERP főtitkári, majd három évig a CERP alelnöki tisztségét. Ugyancsak két esztendeig alelnöke volt a CERP Europartners szervezetnek.
Szerzője a CERP európai e-pr ajánlásának, illetve nevéhez fűződik – a CERP Terminológiai Bizottsága vezetőjeként – az európai tagszervezetek számára ajánlott public relations meghatározás megfogalmazása, illetve CERP Lisszaboni Kódexe felülvizsgálata.
Alapító tagja az Európai Public Relations Oktatók és Kutatók Szövetségének (EUPRERA) és a GA szervezetnek. Társult tagja a Brit Királyi Public Relations Intézetnek, 2000-ben tagja lett az Amerikai Public Relations Szövetségnek (PRSA) és az amerikai szakmai szövetség Oktatói Akadémiájának. Tiszteletbeli tagja az ukrán és az orosz Public Relations Szövetségnek.
Korábban kétszer újra választott elnöke volt a Magyar Újságírók Országos Szövetsége Kommunikációs és Public Relations Szakosztályának, illetve a MÚOSZ Társadalmi Kommunikáció Tagozatnak. Korábban tagja volt a MÚOSZ Választmány Vezetőségének. 2007-ben megválasztották a MÚOSZ Etikai Bizottság tagjának. 2009-2011 között a MÚOSZ Etikai Bizottság Stratégiai Eljáró Tanácsának vezetője volt. 2011 óta a MÚOSZ Etikai Bizottságának elnöke.

## Díjai, elismerései
- Radnóti Miklós antirasszista díj
- Honvédelemért kitüntetés
- a Magyar Reklámért kitüntetés
- Magyar Vöröskereszt Média-dij

## Bibliográfia
Legfontosabb művei:
- Az audiovizuális reklámeszközök rendszere. Tankönyv, 1981
- A reklámtevékenység mint a marketing része. Jegyzet, 1982
- A corporate identity és az image. Jegyzet, 1982
- A reklám a marketing egyik ága. Jegyzet, 1983
- Public Relations. Jegyzet, Munkafüzet, tankönyv; 1994
- Public relations munkafüzet. Általános Vállalkozási Főiskola jegyzet, 2005
- Tolmács a Hídon, avagy kérdések és válaszok a public relationsról. Egyetemi jegyzet, Szt. István Egyetem; 1997–2008 között, 12. kiadás
- Alkalmazott kommunikáció. Jegyzet (3 fejezet), Semmelweis Orvostudományi Egyetem; 2002
- A bizalom tolmácsai. Szak-tankönyv, Medipen; 2001
- PR Baut Brücken. Tanulmánykötet (2 fejezet). Past, Present and Future of Public Relations, Interpreter on the Bridge. DPRG-Wirtschaftsdienste- und Verlags GmbH, Bonn, 1999
- Média és Társadalom – társadalmi (közösségi) média
- Az e-pr és a közösségi média az egészségügyben
- Felelősség – Társadalmi felelősségvállalás
- Új fogalom a public relations területén, az "EPR", avagy a public relations és az Internet kapcsolata[halott link]

Részletes publikációs jegyzéke Barát Tamás honlapján olvasható.
- AVF Könyvtár

## Külső hivatkozások
- Magyar Public Relations Szövetség
- Radnóti Miklós Antirasszista-díj Alapítvány